# Marcus Allen (baloncestista)
Marcus Allen (Phoenix, Arizona, 14 de septiembre de 1994) es un baloncestista estadounidense que pertenece a la plantilla de los South Bay Lakers de la NBA G League. Con 1,91 metros de estatura, juega en la posición de escolta. 

## Trayectoria deportiva

### Universidad
Jugó cuatro temporadas con los Cardinal de la Universidad Stanford, en las que promedió 6,7 puntos, 2,7 rebotes y 1,4 asistencias por partido. En 2017 fue uncluido en el mejor quinteto defensivo de la Pac-12 Conference.

### Profesional
Tras no ser elegido en el Draft de la NBA de 2017, firmó su primer contrato profesional con el Kauhajoen Karhu de la Korisliiga finesa, donde jugó una temporada en la que promedió 16,5 puntos y 3,5 rebotes por partido.
La temporada siguiente regresó a su país para hacer una prueba con los South Bay Lakers de la G League, con los que acabó formando parte de su plantilla.